# Ларнд (Канзас)
Ларнд (англ. Larned) — місто (англ. city) в США, в окрузі Поні штату Канзас. Населення — 3769 осіб (2020).

## Географія
Ларнд розташований за координатами 38°10′59″ пн. ш. 99°6′4″ зх. д. / 38.18306° пн. ш. 99.10111° зх. д. (38.183112, -99.101162).  За даними Бюро перепису населення США в 2010 році місто мало площу 6,18 км², уся площа — суходіл.

## Демографія
Згідно з переписом 2010 року, у місті мешкали 4054 особи в 1824 домогосподарствах у складі 1027 родин. Густота населення становила 656 осіб/км².  Було 2130 помешкань (345/км²).
Расовий склад населення:
| - 92,2 % — білих - 2,7 % — чорних або афроамериканців - 0,6 % — азіатів - 0,4 % — корінних американців - 0,1 % — вихідців з тихоокеанських островів - 1,4 % — осіб інших рас |

До двох чи більше рас належало 2,6 %. Частка іспаномовних становила 7,0 % від усіх жителів.
За віковим діапазоном населення розподілялося таким чином: 23,9 % — особи молодші 18 років, 56,4 % — особи у віці 18—64 років, 19,7 % — особи у віці 65 років та старші. Медіана віку мешканця становила 42,7 року. На 100 осіб жіночої статі у місті припадало 92,4 чоловіків;  на 100 жінок у віці від 18 років та старших — 89,0 чоловіків також старших 18 років.
Середній дохід на одне домашнє господарство  становив 47 975 доларів США (медіана — 37 352), а середній дохід на одну сім'ю — 62 587 доларів (медіана — 58 750). Медіана доходів становила 38 051 долар для чоловіків та 31 412 долари для жінок. За межею бідності перебувало 5,8 % осіб, у тому числі 2,9 % дітей у віці до 18 років та 2,1 % осіб у віці 65 років та старших.
Цивільне працевлаштоване населення становило 2009 осіб. Основні галузі зайнятості: освіта, охорона здоров'я та соціальна допомога — 34,9 %, роздрібна торгівля — 18,4 %, сільське господарство, лісництво, риболовля — 12,3 %, будівництво — 7,9 %.